# Georges Bataille
Georges Albert Maurice Victor Bataille (n. 10 septembrie 1897, Billom, Auvergne, Franța – d. 9 iulie 1962, Paris, Franța) a fost un antropolog, bibliotecar, critic literar, eseist, filozof și scriitor francez. 